# Ville-sur-Terre
Ville-sur-Terre är en kommun i departementet Aube i regionen Grand Est (tidigare regionen Champagne-Ardenne) i nordöstra Frankrike. Kommunen ligger  i kantonen Soulaines-Dhuys som ligger i arrondissementet Bar-sur-Aube. År 2022 hade Ville-sur-Terre 97 invånare.

## Befolkningsutveckling
Antalet invånare i kommunen Ville-sur-Terre
Referens: INSEE